# K. V. Anand
Karimanal Venkatesan Anand (30. října 1966 – 30. dubna 2021) byl indický kameraman, filmový režisér a fotoreportér, který pracoval hlavně v tamilském filmovém průmyslu. Po krátkém novinářském období se na počátku 90. let stal kameramanem a pracoval na asi patnácti filmech Bollywoodu. Anand získal národní filmovou cenu za nejlepší kameru za svůj debutový snímek Thenmavin Kombath. V roce 2005 se Anand stal režisérem kritikou uznávaného filmu Kany Kandaen. Byl zakládajícím členem Indické společnosti kameramanů (ISC).

## Životopis
Anand se narodil v Čennai ve státě Tamilnádu v Indii dne 30. října 1966 Karimanal Munuswamy Venkatesan a Anusuya Venkatesan. Své dětství strávil v Pulicatu. V červnu 1986 absolvoval bakalářský titul z fyziky na DG Vaišnav College a poté magisterský titul v oboru vizuální komunikace na Lojola College v Čennai. Během svých vysokoškolských dnů se Anand účastnil každoročních trekových expedic v Himálaji. Své průzkumné cesty do různých vzdálených míst v Indii vyvolaly jeho vášeň pro fotografování. Anand se účastnil mezikolegiálních, státních a národních fotografických soutěží. Jeho vizuální obrazy mu vynesly řadu fotografických ocenění.

## Kariéra

### Fotoreportér (1988–1992)
Anand pracoval jako fotograf na volné noze pro přední noviny a časopisy jako Kalki, India Today, Illustrated Weekly, Aside a další národní publikace. Během krátké doby byly jeho fotografie publikovány na více než 200 obálkách časopisů a v pořídil portrétní fotografie deseti hlavních ministrů. Anand pokračoval na volné noze v průmyslové fotografii, reklamách a titulních stránkách fiktivních tamilských románů.

### Kameraman
Anand působil ještě jako herec, kameraman a filmový režisér.

## Smrt
Anand zemřel v Chennai v časných ranních hodinách dne 30. dubna 2021 po srdeční zástavě. V té době byl pozitivní na covid-19.

## Filmografie

### Jako kameraman
Zdroje:

| Rok  | Film                       | Jazyk          |
| ---- | -------------------------- | -------------- |
| 1994 | Pakmavin Kombath           | malajálamština |
| 1994 | Minnaram                   | malajálamština |
| 1995 | Punya Bhoomi Naa Desam     | telugština     |
| 1996 | Kadhal Desam               | tamilština     |
| 1997 | Chandralekha               | malajálamština |
| 1997 | Nerukku Ner                | tamilština     |
| 1998 | Doli Saja Ke Rakhna        | hindština      |
| 1999 | Mudhalvan                  | tamilština     |
| 2000 | Joshi                      | hindština      |
| 2001 | Nayak: Skutečný hrdina     | hindština      |
| 2002 | Virumbugiren               | tamilština     |
| 2002 | The Legend of Bhagat Singh | hindština      |
| 2003 | Chlapci                    | tamilština     |
| 2004 | Chellamae                  | tamilština     |
| 2004 | Khakee                     | hindština      |
| 2007 | Sivaji                     | tamilština     |

### Jako režisér
Zdroje:
| Rok  | Film         |                                                            |
| ---- | ------------ | ---------------------------------------------------------- |
| 2005 | Kana Kandaen | Srikanth, Gopika, Prithviraj                               |
| 2009 | Ayan         | Suriya, Tamanna, Prabhu                                    |
| 2011 | Ko           | Jeeva, Ajmal, Karthika Nair                                |
| 2012 | Maattrraan   | Suriya, Kajal Aggarwal                                     |
| 2015 | Anegan       | Dhanush, Amyra Dastur, Karthik                             |
| 2017 | Kavan        | Vijay Sethupathi, T. Rajendar, Vikranth, Madonna Sebastian |
| 2019 | Kaappaan     | Suriya, Mohanlal, Arya, Sayyeshaa, Poorna                  |

### Jako herec
Zdroje:
- Meera (1992)
- Sivaji: Šéf (2007)
- Maattrraan (2012)
- Kavan (2017)